# Palác Blachernae

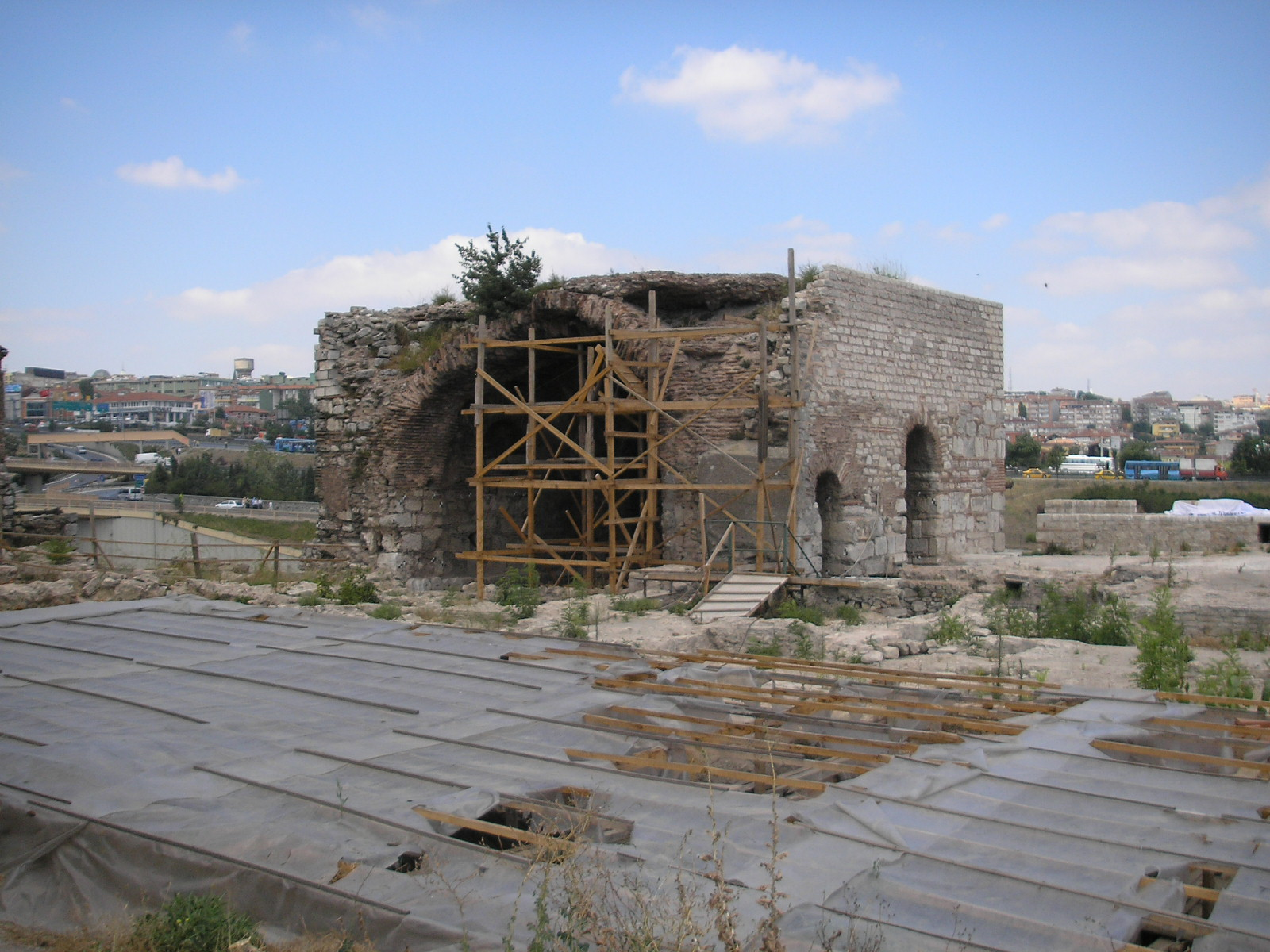
Pohled zevnitř městských hradeb na část byzantského paláce Blachernae v Istanbulu

Palác Blachernae (řecky: τὸ ἐν Βλαχέρναις Παλάτιον) byl byzantský císařský palác nacházející se v sousedství Blacharnae, severovýchodní části Konstantinopole (dnešní náměstí paláce Ayvansaray ve čtvrti Fatih v Istanbulu). Palác je vesměs ze všech stran obestavěn a existují pouze spisy o tom, jak dříve vypadal. 

## Historie
Palác Blachernae byl postaven na severních svazích šestého kopce města okolo roku 500. Kopec byl upraven a během let na něm bylo vybudováno několik teras, které sloužily k udržení budov i paláce samotného. I když císařským sídlem během 4.-11. století byl Velký palác na východě města, Blachernae byl císaři hojně užíván k různým ceremoniálům. V největší oblibě jej měl císař Konstantin VII. (vládnoucí v letech 913–959). V té době se palác skládal z několika částí: hala (triklinos) Anastasiova, pojmenována po císaři Anastasiovi I. (vládnoucí v letech 491–518), který vybudoval halu Oceánskou a halu Dunajskou. Tyto haly navazovaly na svatyni řeckého pravoslavného kostela Panny Marie velkým schodištěm. 
After the Fourth Crusade, the Latin emperors favoured the Bucoleon Palace, but on the recapture of the city in 1261, the Palaiologan emperors restored the Blachernae complex as their principal residence. The Palace of the Porphyrogenitus, probably dating to the late 13th century, although a little further south than the main Blachernae palace complex, is usually related to it. It is the only relatively intact example of Byzantine palace architecture in Constantinople.

V 11. století sem císař Alexios I. Komnenos (vláda 1081–1118) přestěhoval hlavní sídlo a jeho vnuk Manuel I. Komnenos (vláda 1143–1180) zde vykonal mnoho významných úprav. Manuel I. se zasloužil zejména o stavbu propracovaných vnějších hradeb a několika nádherných nových sálů, jako je Sál Ireny (pojmenovaný po císařovně Ireně Uherské) a Polytimos Oikos ("Dům cti/úcty"). V té době se palác začal mezi lidmi nazývat "Nový Palác". Z tehdejších staveb se dochovalo pouze tzv. Vězení Anemas, které tvořilo součást podzemí paláce. Po čtvrté křížové výpravě si byzantští císaři oblíbili palác Boukoleon, ale po opětovném dobytí města v roce 1261 císaři z rodu Paleiologů znovu využívali jako hlavní sídlo Blacharnae. Palác Porphyrogenita, vystavěný pravděpodobně ve 13. století je téměř totožný s palácem Blacharnae. Na rozdíl od Blacharnae se jeho podoba dochovala. Je to jediný relativně neporušený příklad byzantské palácové architektury v Konstantinopoli.